# Roquemaure (Tarn)
Roquemaure (okzitanisch Ròcamaura) ist eine französische Gemeinde im Département Tarn in der Region Okzitanien mit 468 Einwohnern (Stand 1. Januar 2022). Sie liegt im Arrondissement Albi und ist Mitglied im Gemeindeverband Gaillac Graulhet Agglomération. Die Einwohner werden Roquemaurien(ne)s genannt.

## Geografie
Roquemaure liegt an der Grenze zum benachbarten Département Haute-Garonne, etwa 31 Kilometer südöstlich von Montauban und etwa 44 Kilometer westsüdwestlich von Albi. Das Gebiet der Gemeinde wird vom Ruisseau de Lauzat, dem Ruisseau des Gasques und verschiedenen anderen kleinen Wasserläufen entwässert.
Umgeben wird Roquemaure von den Nachbargemeinden Montvalen im Norden, Grazac im Osten und Nordosten, Mézens im Südosten, Buzet-sur-Tarn (Haute-Garonne) im Süden, Bessières (Haute-Garonne) im Süden und Südwesten sowie Mirepoix-sur-Tarn (Haute-Garonne) im Westen. 
Roquemaure gehört zum Weinbaugebiet Gaillac. 

## Bevölkerungsentwicklung
| 1962                       | 1968 | 1975 | 1982 | 1990 | 1999 | 2006 | 2013 | 2020 |
| -------------------------- | ---- | ---- | ---- | ---- | ---- | ---- | ---- | ---- |
| 267                        | 234  | 210  | 251  | 254  | 287  | 345  | 413  | 468  |
| Quellen: Cassini und INSEE |      |      |      |      |      |      |      |      |

## Sehenswürdigkeiten
- Kirche Saint-Quitterie
- Kirche Saint-Pierre in Réal